# Yoric Ravet
Yoric Ravet (Échirolles, 12 settembre 1989) è un calciatore francese, centrocampista dell'Allobroges Asafia.